# مایکولا لیسنکو
مایکولا ویتالیویچ لیسنکو (به اوکراینی: Мико́ла Віта́лійович Ли́сенко) (زادهٔ ۲۲ مارس ۱۸۴۲ میلادی – درگذشتهٔ ۶ نوامبر ۱۹۱۲ میلادی)، آهنگساز، نوازندهٔ پیانو، رهبر ارکستر و اتنوموزیکولوژیست اوکراینی اواخر دورهٔ رمانتیک بود. در زمان خود، او شخصیت اصلی موسیقی اوکراین بود، با آثاری که شامل اُپرا، آهنگ‌های هنری، آثار کُرال، قطعات ارکسترال و مجلسی و طیف گسترده‌ای از موسیقی پیانوی سولو می‌شد. او اغلب با یافتن یک سنت موسیقی ملی در خلال تجدید حیات ملی اوکراینی، به سبک معاصرانی مانند گریگ در نروژ، پنج در روسیه و همچنین اسمتانا و دورژاک در جایی که جمهوری چک فعلی نامیده می‌شود، نسبت داده می‌شود.
با مطالعه و ترسیم از موسیقی محلی اوکراین، ترویج استفاده از زبان اوکراینی، و جدا کردن خود از فرهنگ روسی، ساخته‌های او چیزی را تشکیل می‌دهد که بسیاری آن را جوهرهٔ اصلی موسیقی اوکراینی می‌دانند. این امر در اُپرای حماسی تاراس بولبای او (اقتباس شده از رمانی به همین نام اثر: نیکولای گوگول) به بهترین شکل نشان داده شده‌است، که به دلیل عظمت آن، پیچیدگی و استفاده از زبان اوکراینی تا پس از زندگی لیسنکو مانع از اجرای آن شد. تنظیم موسیقی او از شعر میهنی الکساندر کونیسکی، معروف به «دعا برای اوکراین»، به سرود معنوی این کشور تبدیل شده‌است.
لیسنکو برای ترویج و پرورش فرهنگ اوکراینی، آثاری از بسیاری از شاعران اوکراینی، به ویژه تاراس شوچنکو، که به‌طور خاص به او ارادت داشت، تنظیم کرد. لیسنکو تأثیر عمیقی بر آهنگسازان اوکراینی بعدی از جمله استانیسلاو لیودکویچ، الکساندر کوشتز، کریلو استتسنکو، یاکی‌یف استپووی و مهمتر از همه، مایکولا لئونتویچ داشت. نام او بر روی مسابقهٔ بین‌المللی موسیقی مایکولا لیسنکو و مدرسهٔ موسیقی لیسنکو است که اکنون دانشگاه ملی تئاتر، سینما و تلویزیون آی. کی. کارپنکو-کاری کی‌یف است. لیسنکو علیرغم شهرت بسیار زیادش در اوکراین، در خارج از کشورش نسبتاً ناشناخته باقی مانده‌است.

## زندگی و شغل

### اوایل زندگی

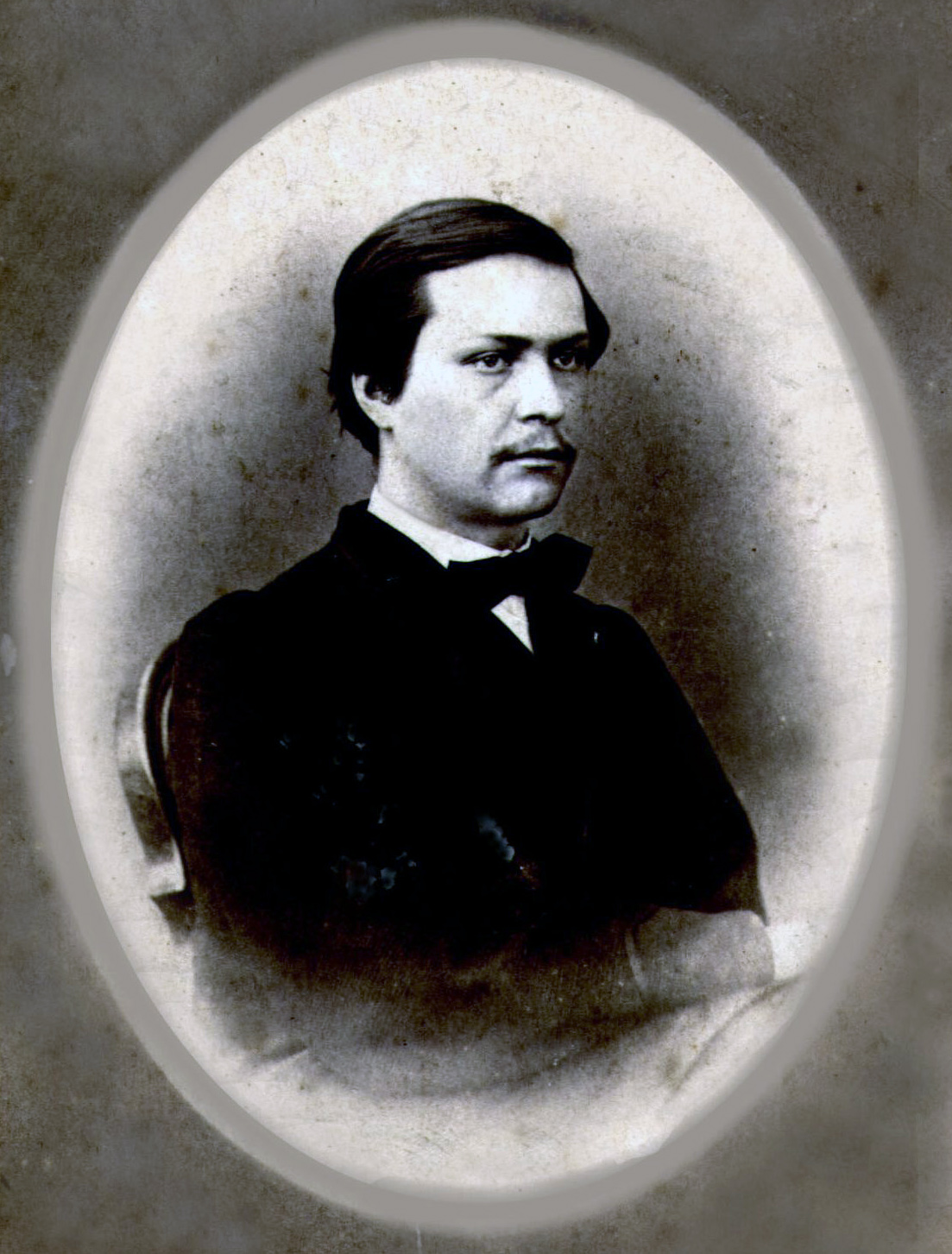
لیسنکو در سال ۱۸۶۵ میلادی

مایکولا ویتالیویچ لیسنکو، که با نام نیکولای ویتال‌یویچ لیسنکو نیز ترجمه می‌شود، در هرینکی، نزدیک کرمنچوگسکی آویزد از فرمانداری پولتاوا (اکنون کرمنچوک، استان پولتاوا، اوکراین) در ۲۲ مارس ۱۸۴۲ میلادی به دنیا آمد. زادگاه او روستایی کوچک در نزدیکی رودخانه دنیپر و بین شهرهای اصلی کی‌یف و دنیپروپتروفسک بود. در آن زمان، منطقهٔ مدرن اوکراین تحت کنترل خارجی میان امپراتوری روسیه و امپراتوری اتریش-مجارستان تقسیم شده بود. خانواده لیسنکو ثروتمند و تحصیلکرده بودند. آن‌ها یک خانوادهٔ آریستوکرات قدیمی بودند که اصالتشان به کازاک‌های قرن هفدهم برمی‌گشت. در میان نوادگان آن‌ها سرهنگ ایوان لیسنکو (درگذشتهٔ ۱۶۹۹ میلادی) بود که فرماندهی هنگ چرنیگوف را برعهده داشت و در هر دو عملیات چیهیرین و آزوف جنگیده بود. پسر ایوان لیسنکو، فدیر لیسنکو (درگذشتهٔ ۱۷۵۱ میلادی) به عنوان یساول و قاضی عمومی خدمت کرده بود. پدر مایکولا لینسکو، ویتالی رومانویچ لیسنکو، نوهٔ بزرگ فدیر و خود سرهنگ بود. مایکولا، دو خواهر و برادر کوچکتر داشت، خواهرش استاریتسکا سوفیا ویتالیونا و برادر لیسنکو آندری ویتالیویچ.
لیسنکو در سنین پایین، ابتدا با آموزش پیانو توسط مادرش، موسیقی را فرا گرفت. در سن نه سالگی برای ادامهٔ تحصیل موسیقی در مدارس شبانه‌روزی به کی‌یف آورده شد. او پیانو را زیر نظر آلوئیس پانوچینی و تئوری موسیقی را نزد نینکویچ آموخت. ساخته‌های اولیه او از این زمان باقی مانده‌است، از جمله پولکا (حدود ۱۸۵۱ میلادی) و نوکتورن (۱۸۶۰–۱۸۵۹ میلادی) برای پیانو، و همچنین یک قطعه برای ارکستر زهی، مولداوسکایا، پیتزیکاتوی روسی (۱۸۵۹–۱۸۶۰). در سال ۱۸۶۰ میلادی، لیسنکو به مدرسهٔ جیمنیزیوم خارکی‌یف رفت و به تحصیل در رشتهٔ علوم طبیعی در دانشگاه شهر خارکی‌یف و بعدها در دانشگاه کی‌یف پرداخت. در دانشگاه اخیر تحصیلات موسیقی را نزد دیمیتریف، ویلچیک و ولنر ادامه داد، و در سال ۱۸۶۵ میلادی در رشتهٔ علوم طبیعی فارغ‌التحصیل شد. لیسنکو سپس دو سال خدمات کشوری را در شهرستان تاراشچا به عنوان میانجی صلح برای اختلافات مربوط به رعایای سابق و ادعای مالکیت زمین آن‌ها، به انجام رساند. او از سال ۱۸۶۷ تا ۱۸۶۹ میلادی تحصیلات بیشتر موسیقی را در کنسرواتوار لایپزیگ، آلمان، دنبال کرد، جایی که مدرسان اولیه او شامل: کارل راینکه برای پیانو و همچنین ارنست ریشتر برای آهنگسازی و تئوری بودند.

### آهنگساز نوظهور
لیسنکو از دوران جوانی اشتیاق شدیدی به موسیقی و فرهنگ اوکراینی پیدا کرده بود، به ویژه تحت تأثیر پدربزرگ و مادربزرگش و لذت از آهنگ‌های دهقانی. در اوایل دههٔ ۱۸۶۰ میلادی، او شروع به جمع‌آوری و انتشار آهنگ‌های محلی اوکراینی، اغلب با کمک اوستاپ ورسایی (یک مینسترل [نوازندۀ دوره‌گرد]) کرد. او بعداً هفت جلد از تنظیمات و رونویسی‌هایی از آن‌ها را بین سال‌های ۱۸۶۸ و ۱۹۱۱ میلادی منتشر کرد. همچنین فیلسوفانی چون: ویساریون بلینسکی، نیکلای چرنیشفسکی و الکساندر هرتسن بر او تأثیر گذاشتند. کارهای اولیهٔ او شامل نشاندن موسیقی بر روی آثار شاعران اوکراینی، به ویژه تاراس شوچنکو، شخصیت مهم ادبیات اولیهٔ اوکراینی بود، که متن او را در اثر کُرال زاپویت («عهدنامه») تنظیم کرد. دو عامل دیگر در گرایش و شور ملی‌گرایانهٔ او تأثیرگذار بودند: روابط نزدیک با پسر عمویش، میخیلو استاریتسکی، ولدیمیر آنتونوویچ، مورخ و تادی رایلسکی، پژوهشگر؛ و همچنین ارتباط او با جامعهٔ مخفی هورومادا در کی‌یف، جامعه قدیمی. لیسنکو به این نتیجه رسید که موسیقی بهترین راهی است که او می‌تواند میهن‌پرستی خود را بیان کند، و به جای تکرار سبک‌های موجود در موسیقی کلاسیک غربی، هدفش ایجاد مکتبی مستقل از موسیقی اوکراینی بود. در سال ۱۸۶۹ میلادی، لیسنکو به کی‌یف بازگشت، و به قول ریچارد تاروسکین، مورخ موسیقی، «او یک ملی‌گرای متعهد موسیقایی به خانه بازگشت».
در بازگشت به کی‌یف، به تنظیم و مطالعه ملودی‌های محلی اوکراینی ادامه داد. او زمان خود را بین فعالیت‌های متعدد، آموزش پیانو، کار در بخش انجمن موسیقی روسیه (RMS) در کی‌یف و آهنگسازی تقسیم کرد. در این دوره لیسنکو اولین اُپرای خود را به نام چرنومورتسی («ملوانان دریای سیاه») بین سال‌های ۱۸۷۲ و ۱۸۷۳ میلادی نوشت. همچنین میان این سال‌ها او یک فانتزیای ارکسترال با عنوان اوکراینیسکی کازاک-شومکا (آهنگ کازاک اوکراینی) و یک قطعهٔ مجلسی برای فلوت، ویولن و پیانو، فانتزی در مضامین اوکراینی نوشت. لیسنکو از سال ۱۸۷۴ تا ۱۸۷۶ میلادی به سن پترزبورگ رفت تا نزد نیکلای ریمسکی-کورساکوف در زمینهٔ ارکستراسیون تحصیل کند. علاوه بر ریمسکی-کورساکوف، او با دیگر اعضای «پنج»، به ویژه مودست موسورگسکی، که در حال کار بر روی صحنهٔ اُپرایی در اوکراین به نام بازار مکاره در سوروچینستی بود، ملاقات کرد. در طول این اقامت کوتاه در سن پترزبورگ، لیسنکو یک گروه کُر را رهبری کرد، و آهنگ‌های پیانوی زیادی نوشت و بیش از ۱۰ اثر در گونه‌های مختلف نوشت.

### اقامت در کی‌یف

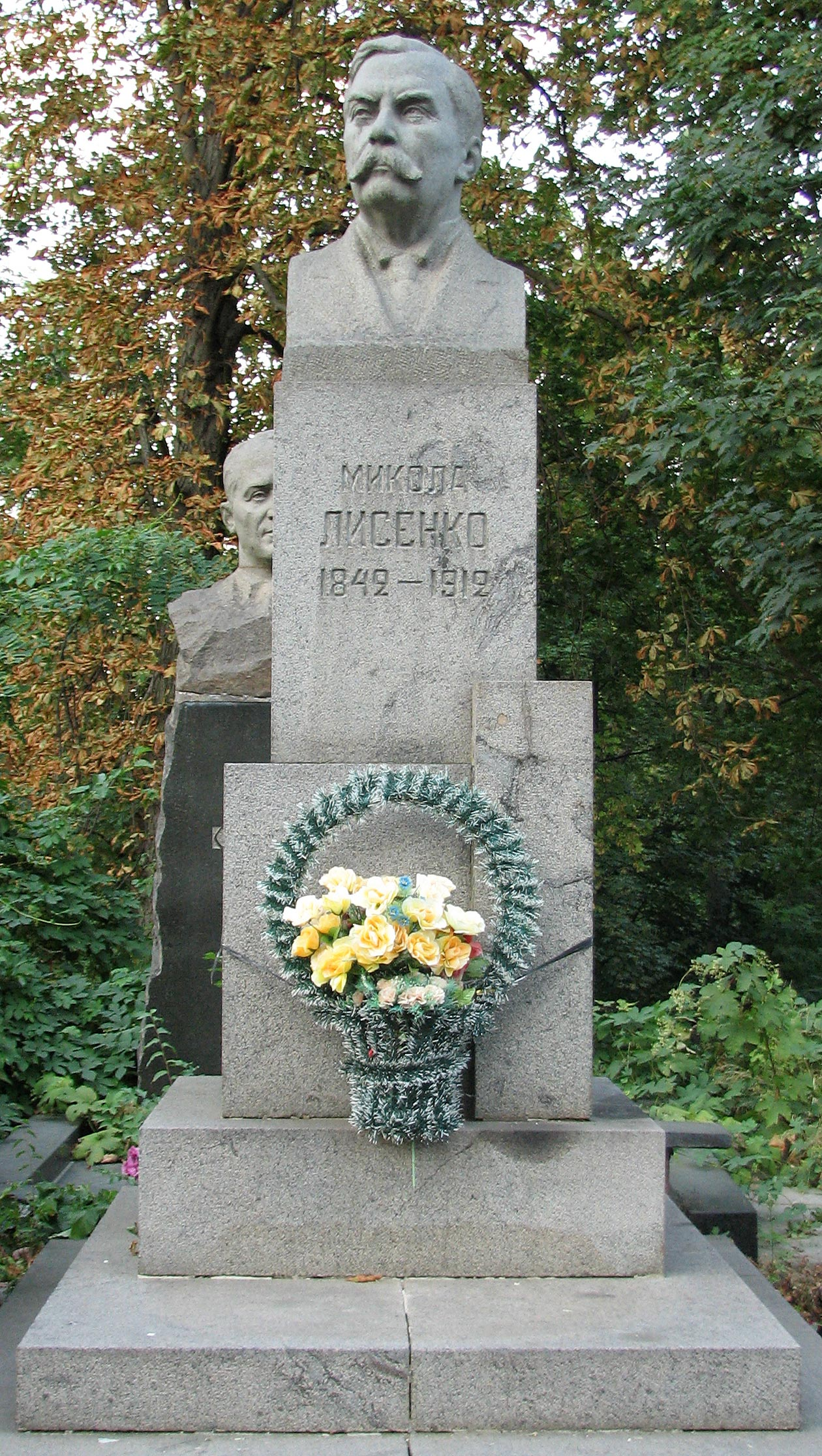
قبر مایکولا لیسنکو در گورستان بایکوف در کی‌یف

لیسنکو زمانی که در سال ۱۸۷۶ میلادی به کی‌یف بازگشت، گروه کُر دیگری را رهبری کرد. بسیاری از خوانندگان کُر تحت آموزش لیسنکو آهنگساز شدند، از جمله لوکو رووتسکی، پورفیری دموتسکی، کریلو استتسنکو و اوستاپ لیسنکو. فعالیت‌های دیگر او شامل سازماندهی کنسرت‌ها برای ورسایی و آموزش موسیقی، اغلب در موسسه دختران اشراف بود.
در اواخر دههٔ ۱۸۷۰ میلادی، لیسنکو به عنوان یک چهرهٔ برجسته در موسیقی اوکراین شناخته شد. او به عنوان یک آهنگساز اوکراینی که در یک کشور تحت کنترل روسیه زندگی می‌کرد، مشکلات مداومی را از جانب دولت تحمل کرد. رابطه او با انجمن موسیقی روسیه (RMS) به تدریج رو به وخامت گذاشت تا اینکه کاملاً نادیده گرفته شد. بر خلاف همکاران روسی خود، لیسنکو هیچ حمایت دولتی دریافت نکرد و گاهی تحت مقاومت فعال مقامات روسی قرار گرفت. فعالیت‌های سیاسی او در حمایت از فرهنگ اوکراین، باعث بدگمانی مقامات سیاسی به وی شد؛ او بارها توسط دولت زیر نظر گرفته شد و اغلب در مطبوعات محلی مورد حمله قرار گرفت. این فعالیت‌ها شامل جلسات مکرر با دیگر میهن پرستان اوکراینی و بعداً حمایت او از انقلاب ۱۹۰۵ میلادی و ریاست باشگاه اوکراینی بود. او به دلیل موضع‌گیری خود در قبال انقلاب در سال ۱۹۰۷ میلادی به زندان افتاد.
یکی از موانع لیسنکو، فرمان امس اوکاز در سال ۱۸۷۶ میلادی بود که استفاده از زبان اوکراینی را در چاپ ممنوع کرد. او مجبور بود برخی از موسیقی‌های خود را در خارج از کشور منتشر کند، در حالی که اجرای موسیقی او باید توسط سانسور امپراتوری ممیزی می‌شد. لیسنکو برای لیبرتی اُپرای خود اصرار داشت که فقط از زبان اوکراینی استفاده کند. او قصد داشت فرهنگ اوکراینی را ترویج و ارتقا دهد، به طوری که از ترجمهٔ اُپرای تاراس بولبا خودداری کرد و معتقد بود که این اُپرا بیش از حد جاه طلبانه است که در خانه‌های اُپرای اوکراینی اجرا شود. چایکوفسکی تحت تأثیر اُپرا قرار گرفت و می‌خواست این اثر را در مسکو به صحنه ببرد. اصرار لیسنکو بر اجرای آن به زبان اوکراینی، نه روسی، مانع از اجرای این اجرا در مسکو شد.

### ادامهٔ حرفه
لیسنکو در سال‌های پایانی زندگی خود، برای افتتاح مدرسهٔ موسیقی اوکراین، به نام مدرسهٔ موسیقی لیسنکو، سرمایه جمع‌آوری کرد. دختر لیسنکو، ماریانا راه پدرش را به عنوان نوازندهٔ پیانو دنبال کرد و پسرش اوستاپ نیز در کی‌یف به تدریس موسیقی پرداخت.

## موسیقی
آهنگساز، نوازندهٔ پیانو، رهبر ارکستر و اتنوموزیکولوژیست، لیسنکو شخصیت اصلی موسیقی اوکراین در زمان خود بود. او آهنگساز پرکاری بود و قطعات پیانو، بیش از صد آهنگ هنری، اُپرا، و همچنین موسیقی ارکسترال، مجلسی و کُرال را نوشت.

### اُپراها
لیسنکو تعدادی از آثار اپرا نوشت، از جمله اُپرای کلاسیک اوکراینی ناتالکا پولتاوکا، اتوپلنا («دوشیزهٔ غرق شده»، پس از «شب مه» اثر: گوگول) و تاراس بولبا، نوکتورن، و دو اُپرا برای کودکان: کوزا-درزا، پان کوکی.

### آهنگ‌های هنری
از بین همکاران اوکراینی خود، لیسنکو بیش از همه متعهد به آهنگ‌های هنری (به اوکراینی: іричні пісні) بود. تعداد آثار او در اینگونه ۱۳۳ است و «داستان توصیفی و پرشور شگفت‌انگیزی از زندگی اروپایی قرن ۱۹ و اوایل قرن ۲۰ میلادی را بیان می‌کند». این آهنگ‌ها معمولاً از طریق آهنگسازی ساخته می‌شوند و به جزئیات متن توجه دارند. رویکرد او ویژگی‌های موسیقی سنتی اوکراین و موسیقی کلاسیک غربی را در هم می‌آمیزد. از اولی استفادهٔ مکرر از آرایه‌ها، مترهای غیرمعمول، و تأثیرات ملودی‌وار عامیانه است، در حالی که از موسیقی کلاسیک استفادهٔ رمانتیک از کروماتیسم شدید و جابجایی سریع بین مراکز تونال، که نمونه‌ای از موسیقی کلاسیک قرن بیستم است. آهنگ‌های او موضوعات بسیار متنوعی را در بر می‌گیرد که توسط داگمارا تورچین، موسیقی‌شناس به عنوان «یک [محدوده] بسیار گسترده توصیف می‌شود — مونولوگ‌های دراماتیک پرشور و مرثیه‌های مراقبه‌ای، بیانیه‌های عمیق فلسفی و صحنه‌های عامیانه رنگارنگ، سرنادهای غنایی و آهنگ‌های عاشقانه وجدآور، یک والس غم‌انگیز و یک دومای قهرمانانه، یک تصنیف عاشقانهٔ گسترده و یک شعر آهنگین».
لیسنکو برای بسیاری از شاعران، به‌ویژه مدرنیست‌های اوکراینی، موسیقی تنظیم کرد، که به این گونه بهترین راه را برای بیان عقاید میهنی و سیاسی خود یافت. این‌ها شامل ایوان فرانکو، یون هربینکا، اولکساندر اولس، استپان رودانسکی، شچگولف، استاریتسکی و لسیا یوکراینکا، اما همچنین دیگرانی نیز مانند: هاینریش هاینه، آدام میتسکیه‌ویچ و سمیون نادسون بودند. او به ویژه به تاراس شوچنکو ارادت داشت و ۸۲ متن از مجموعهٔ کوبزار شاعر را تنظیم کرد. در اوکراین، اغلب مقایسه‌هایی بین لیسنکو و شوچنکو انجام می‌شود، که جمع آن‌ها چیزی را تشکیل می‌دهند که بسیاری از اوکراینی‌ها جوهرهٔ فرهنگ و هویت خود می‌دانند.

### سایر موسیقی‌های آوازی
جدای از ترانه‌های هنری، آثار آوازی لیسنکو شامل سه کانتات برای گروه کر و ارکستر است که همگی به متون تاراس شوچنکو مربوط می‌شود: رادویسیا نیوو نپولیتایا (شادباش، دشت بی‌آب)، بیوت پوروهی (غرش چابکان)، نا ویچنو پامیات کوتلیاروس‌کومو (به یاد ابدی کوتلیارفسکی).[۳۰] او همچنین حدود ۵۰۰ آهنگ محلی را برای آواز و پیانو، گروه کُر و پیانو، یا کُر آکاپلا تنظیم کرد. او دو اثر برای سالگرد مرگ شوچنکو نوشت، یک مارش مراسم خاکسپاری (۱۸۸۸ میلادی) با کلام یوکراینکا برای ۲۷امین سالگرد و یک کانتاتا (۱۹۱۱ میلادی) برای ۵۰امین سالگرد.
تنظیم او در سال ۱۸۸۵ میلادی از شعر میهن‌پرستانهٔ الکساندر کونیسکی که در ابتدا برای گروه کُر کودکان در نظر گرفته شده بود، در سطح بین‌المللی به عنوان «دعا برای اوکراین» شناخته شد، سرودی معنوی برای میهن.

### موسیقی پیانو
آثار بزرگ‌تر لیسنکو برای پیانو شامل سوئیت اوکراینی در قالب رقص‌های باستانی، دو راپسودی (دومی: دومکا-شومکا یکی از شناخته‌شده‌ترین آثار او است)، اسکرتسو حماسی و سونات در آ مینور. او همچنین ده‌ها اثر کوچکتر مانند نوکتورنها، پولونزها، آهنگ‌های بدون کلام و قطعات برنامه نوشت. برخی از آثار پیانوی او تأثیرپذیری‌اش از سبک فردریک شوپن را نشان می‌دهند.

### موسیقی مجلسی
موسیقی مجلسی لیسنکو شامل کوارتت زهی، تریو برای دو ویولن و یک ویولا و تعدادی کار برای ویولن و پیانو است.

## آثار اتنوموزیکولوژیکی (موسیقی‌شناسی قومی)

### بررسی اجمالی
لیسنکو اولین مطالعات موسیقایی-قوم‌نگاری را دربارهٔ کوبزار نابینا، اوستاپ ورسایی انجام داد که در سالهای ۱۸۷۳ و ۱۸۷۴ میلادی منتشر کرد؛ این آثار هنوز هم سرمشق هستند. لیسنکو به تحقیق و رونویسی رپرتوار کوبزارهای دیگر از مناطق دیگر مانند: اوپاناس اسلاستیون از پولتاوا و پاولو براتیتسیا از چرنیهیف ادامه داد. او همچنین به مطالعهٔ کامل سایر سازهای محلی اوکراینی مانند توربان پرداخت. مجموعه مقالات او در مورد سازهای محلی اوکراین او را بنیانگذار اُرگانولوژی (سازشناسی) اوکراین و یکی از اولین اُرگانولوژیست‌ها در امپراتوری روسیه می‌کند.

### نوشته‌ها
منبع:
- لیسنکو، مایکولا، «کوبزار اوستاپ ورسایی: ماهیت ویژگی‌های موسیقایی تصنیف‌ها و آهنگ‌های اوکراینی»، نشر: یادداشت‌های بخش جنوب غربی انجمن جغرافیایی روسیه، جلد اول، ۱۸۷۴ میلادی، کی‌یف.
- —— «تصنیف خلنیتسکی و باراباش»، کیفسکایا استارینا، (ژوئیه ۱۸۸۸ میلادی).
- —— «دربارهٔ توربان و موسیقی آهنگ‌های ویدورتا»، کیفسکایا استارینا، ۳۸۱، (مارس ۱۸۹۲ میلادی).
- —— «سازهای عامیانه در اوکراین»، نشر: زوریا، لویو، (۱۰–۴)، (۱۸۹۴ میلادی).
- —— «آواز محلی و ناسیونالیسم در موسیقی»، ویرایش: هوردیچوک، مایکولا، کی‌یف، (۱۹۵۵ میلادی).

## میراث و تأثیرات
تأثیر موسیقی و سبک ناسیونالیستی او برای نسل بعدی آهنگسازان اوکراینی بسیار زیاد بود. آهنگسازانی مانند استانیسلاو لیودکویچ، الکساندر کوشتز، کریلو استتسنکو، یاکیف استپووی، و مهمتر از همه، مایکولا لئونتویچ، تأثیر او را تصدیق کرده‌اند. علیرغم شهرت بالای او در اوکراین، لیسنکو در خارج از کشور چندان شناخته شده نیست.
از سال ۱۹۵۰ تا ۱۹۵۹ میلادی، آثار کامل لیسنکو در ۲۲ جلد در کیف منتشر شد.
گروهی از آهنگسازان و نوازندگان اوکراینی، از جمله: یلیزاوتا چاودار، آریادنا لیسنکو (نوهٔ آهنگساز)، یون رژانوف، آندری اشتوهارنکو، میروسلاو اسکوریک و یوگنی استانکوویچ، مسابقهٔ بین‌المللی موسیقی مایکولا لیسنکو را در سال ۱۹۶۲ میلادی به افتخار لیسنکو تأسیس کردند. خانهٔ لیسنکو در کی‌یف که از سال ۱۸۹۴ تا ۱۹۱۲ میلادی در آن اقامت داشت، در سال ۱۹۸۷ میلادی به خانه-موزهٔ مایکولا لیسنکو تبدیل شد؛ یکی از موزه‌های متعدد شهر برای شخصیت‌های فرهنگی مهم.

## یادداشت
1. ↑  برخی منابع عمر لیسنکو را در سیستم گاه‌شماری به سبک قدیمی ثبت کرده‌اند. در این روش، عمر لیسنکو از ۱۰ مارس ۱۸۴۲ میلادی تا ۶ نوامبر ۱۹۱۲ میلادی خواهد بود.
2. ↑  زمانی که تاراس شوچنکو درگذشت و جسد او را در سال ۱۸۶۱ میلادی به اوکراین آوردند، لیسنکو در مراسم تشییع جنازه او، در حمل تابوت او شرکت کرد.
3. ↑  در تئوری موسیقی، نوعی فُرم موسیقایی برای بیان موسیقی نسبتاً پیوسته، غیر-مقطعی یا غیر-تکراری است.
4. ↑  اصطلاح تونیک ممکن است منحصراً برای استفاده در زمینه‌های تونال در نظر گرفته شود، در حالی که مرکز آهنگ و/یا مرکز تن صدا ممکن است در موسیقی پساتونال و آتونال استفاده شود: "برای اهداف موسیقی محور غیر تونال، ممکن است ایده خوبی باشد که اصطلاح «مرکز تن» به طبقهٔ کلی‌تری اطلاق شود که «تونیک‌ها» (یا مراکز لحن در زمینه‌های تونال) می‌توانند به عنوان زیرطبقه در نظر گرفته شوند.
5. ↑  اصطلاح «دوما» در سال ۱۸۲۷ میلادی توسط میخایلو ماکسیمویچ وارد استفادهٔ علمی شد. «دوما» ترانه‌هایی هستند که منحصراً توسط نوازندگان باندورا اجرا می‌شوند. آن‌ها با آهنگ‌ها در شخصیت روایی یا حماسی و همین‌طور آزادی اندازهٔ قطعه تفاوت دارند. اشعار آن‌ها تقریباً همیشه قافیه‌دار هستند.
6. ↑  کوبزار (به اوکراینی: кобзар) یک رامشگر دوره‌گرد اوکراینی بود که باندورا یا کوبزایی چند سیمی می‌نواخت و به همراهی آن آواز می‌خواند.